# 楊定 (陰平)
楊 定（よう てい、生没年不詳）は、中国の南北朝時代の仇池氐の首長。陰平王。

## 経歴
楊孟孫の子として生まれた。511年、父が死去すると、陰平王の爵位を嗣いだ
518年、北魏の孝明帝により陰平王に封じられた。